# Rio di Ghetto Nuovo

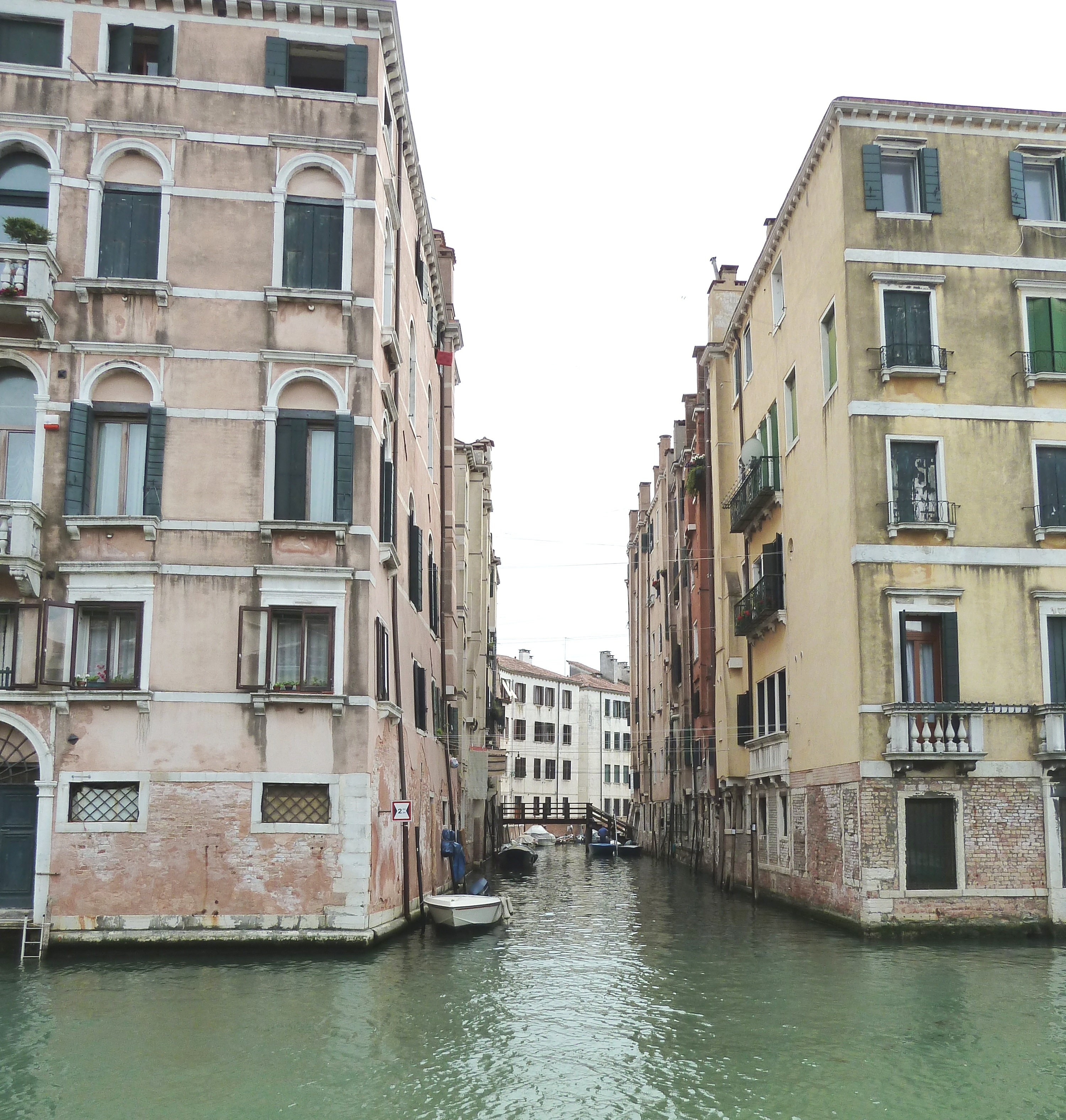
Le rio del Gheto Novissimo

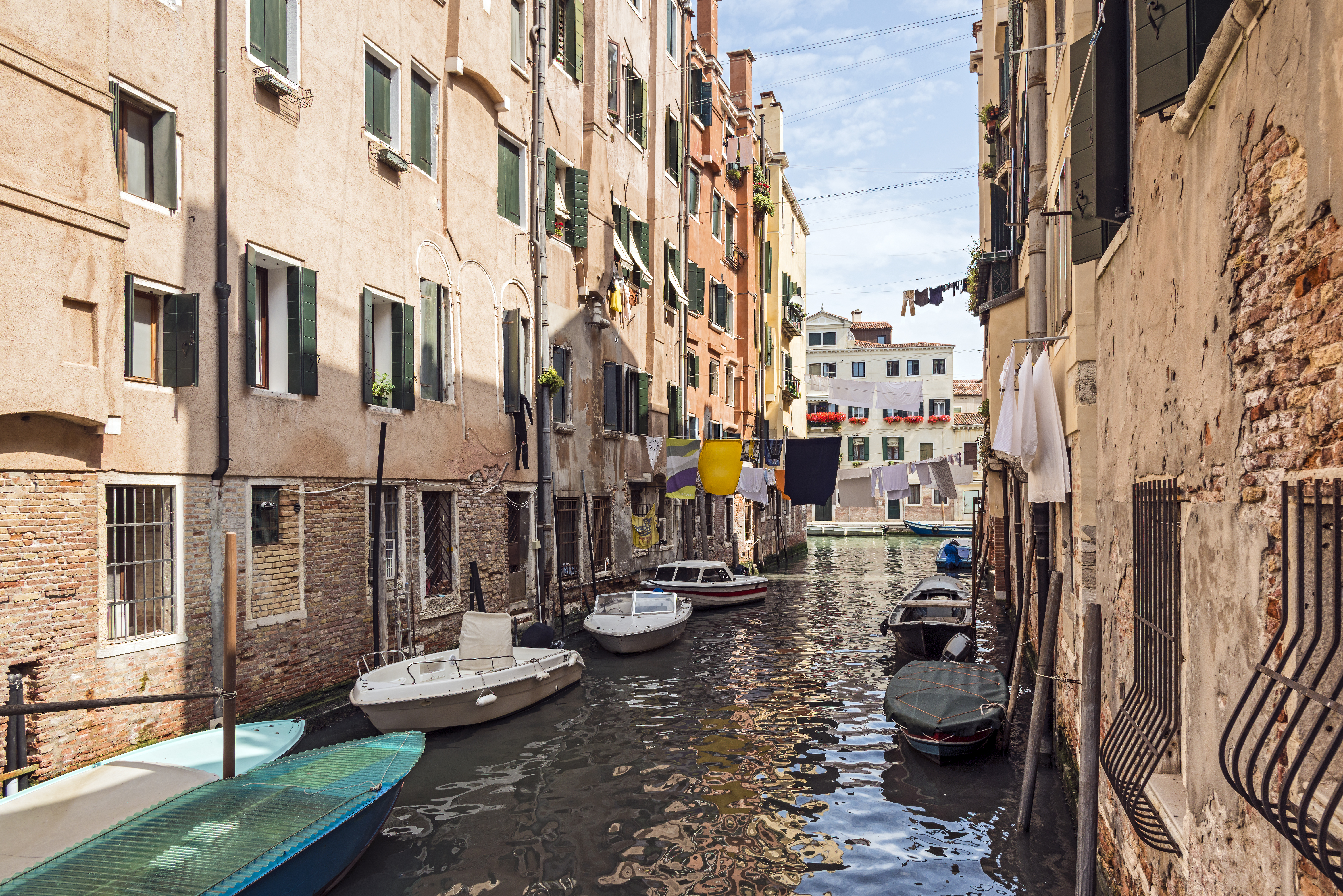
Vu du Ponte Gheto Novissimo vers le rio de San Girolamo

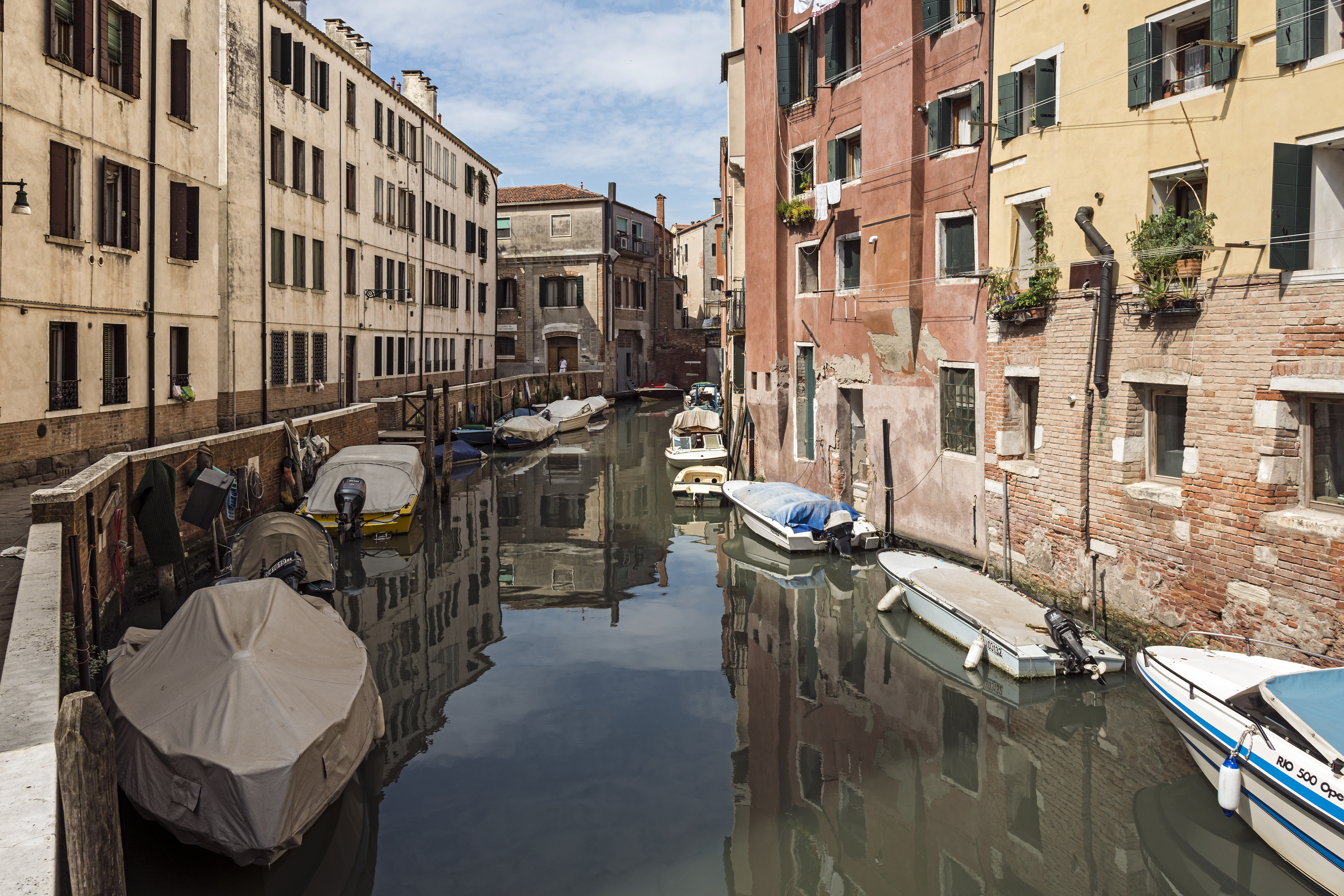
Vu du Ponte Gheto Novissimo vers le sud-ouest

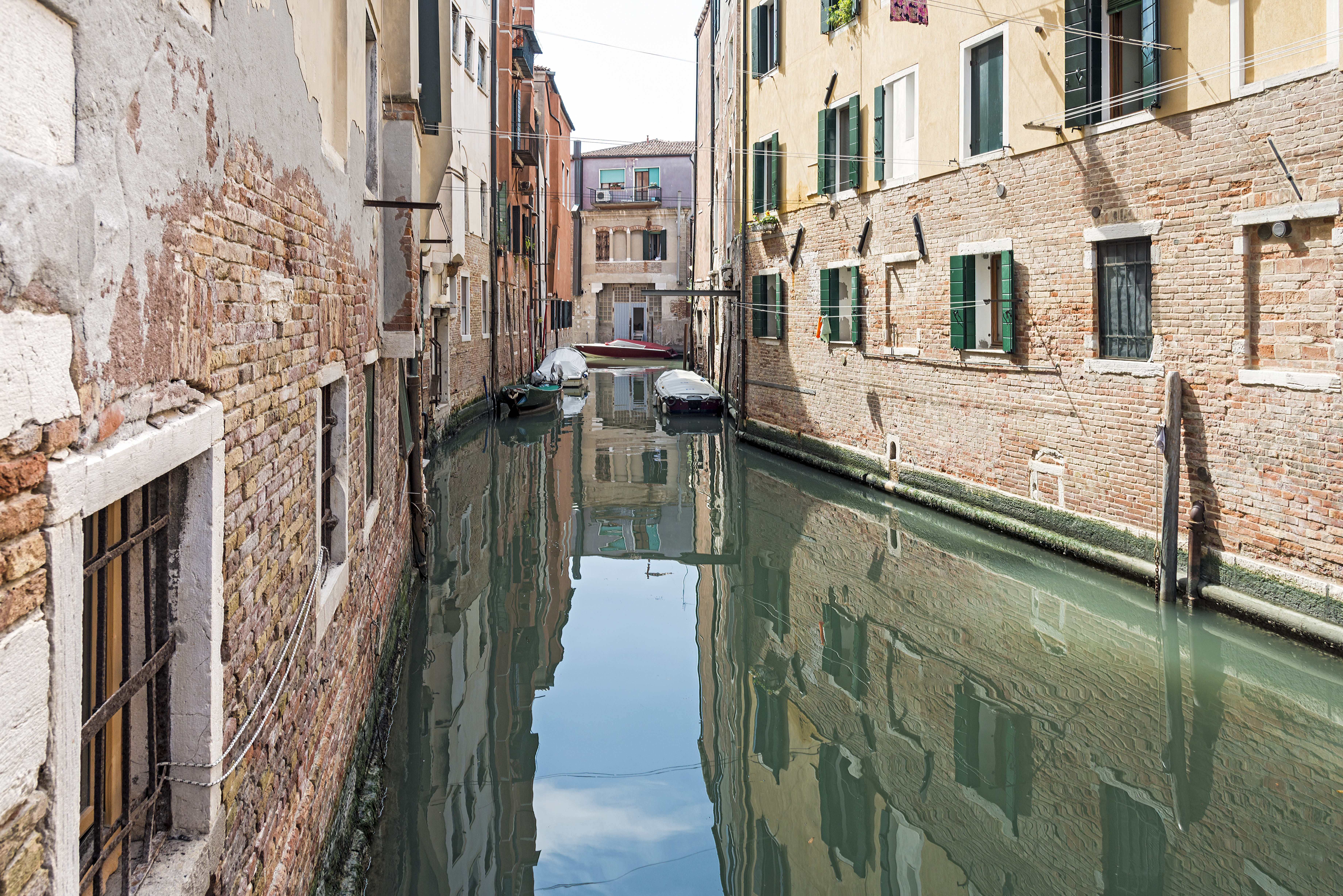
Vu du Ponte del Gheto Vechio vers le sud-est

Le rio di Ghetto Nuovo (en vénitien rio del Gheto) est un canal de Venise dans le sestiere de Cannaregio en Italie.

## Toponymie
Le nom est une déformation du vénitien getto qui signifie fonderie, destination initiale du lieu.

## Description
Le rio del Gheto a une longueur de 196 m.
Il forme un demi cercle au sud du île de Ghetto Nuovo.
Il touche au rio de San Girolamo à l'est et au rio del Batelo à l'ouest.

## Situation
Ce rio longe le musée hébraïque.

## Ponts
Deux ponts traversent ce rio, d'est en ouest :
- le Ponte de Gheto Novissimo (en pierre, parapets bois) reliant l'île à la calle Farnese;
- le Ponte del Gheto Vecchio (en pierre, parapets fer) reliant l'île au Gheto Vecchio et la synagogue.

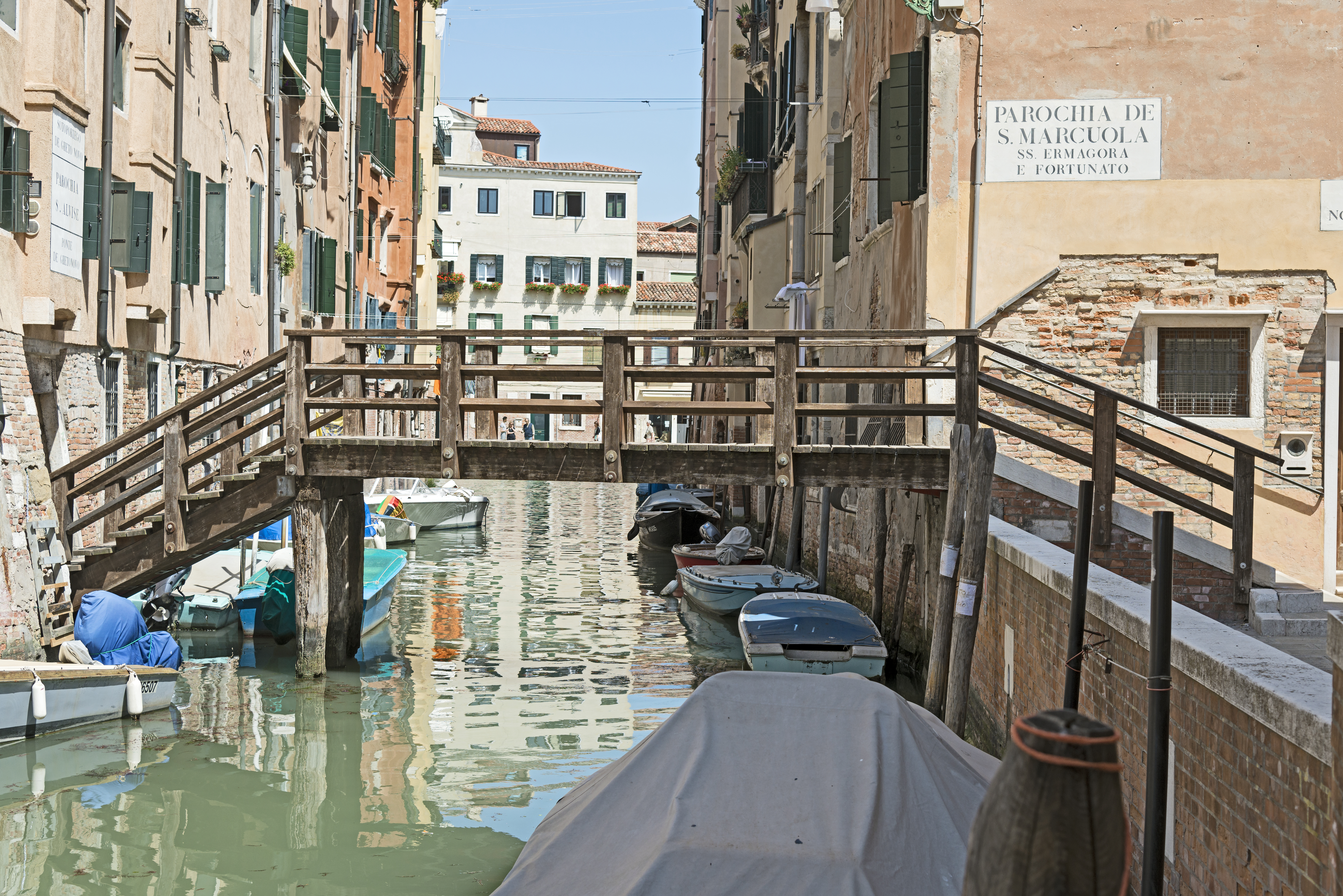
Le ponte del Gheto Novissimo
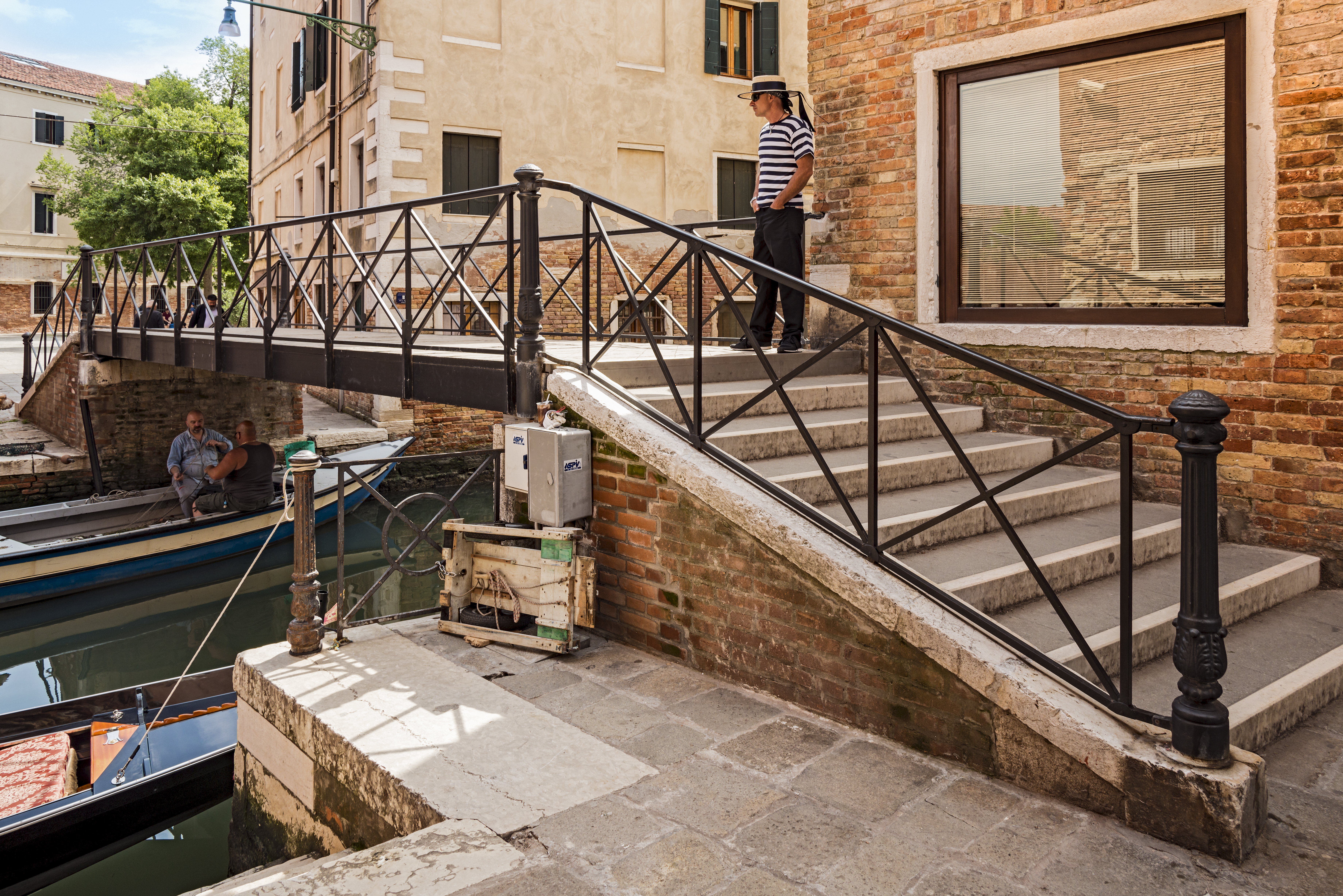
Le ponte del Gheto Vecchio